# Луг

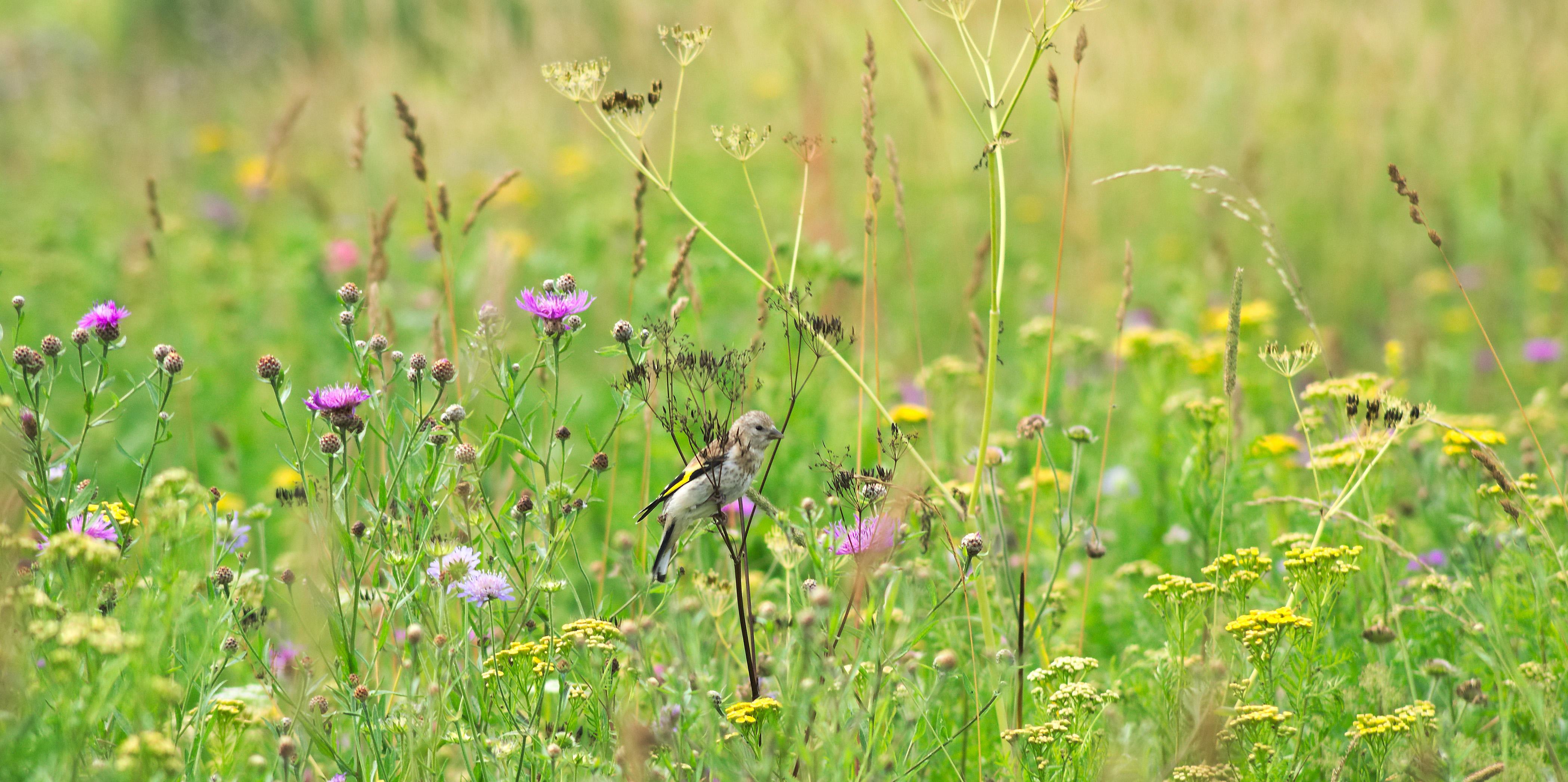
Луговая растительность

Луг в широком смысле — тип зональной и интразональной растительности, характеризующийся господством многолетних травянистых растений, главным образом злаков и осоковых, в условиях достаточного или избыточного увлажнения. Общее для всех лугов свойство состоит в наличии травостоя и дернины, благодаря которым верхний слой луговой почвы плотно пронизан корнями и корневищами травянистой растительности.
Луговые почвы — тип почв, формирующихся под луговой растительностью в условиях повышенного поверхностного увлажнения и/или постоянной связи с грунтовыми водами. Луговые почвы характеризуются наличием глеевого горизонта в нижней части профиля, хорошо развитым гумусовым горизонтом, часто засолены и карбонатны.

## Классификация
Различают следующие типы лугов:

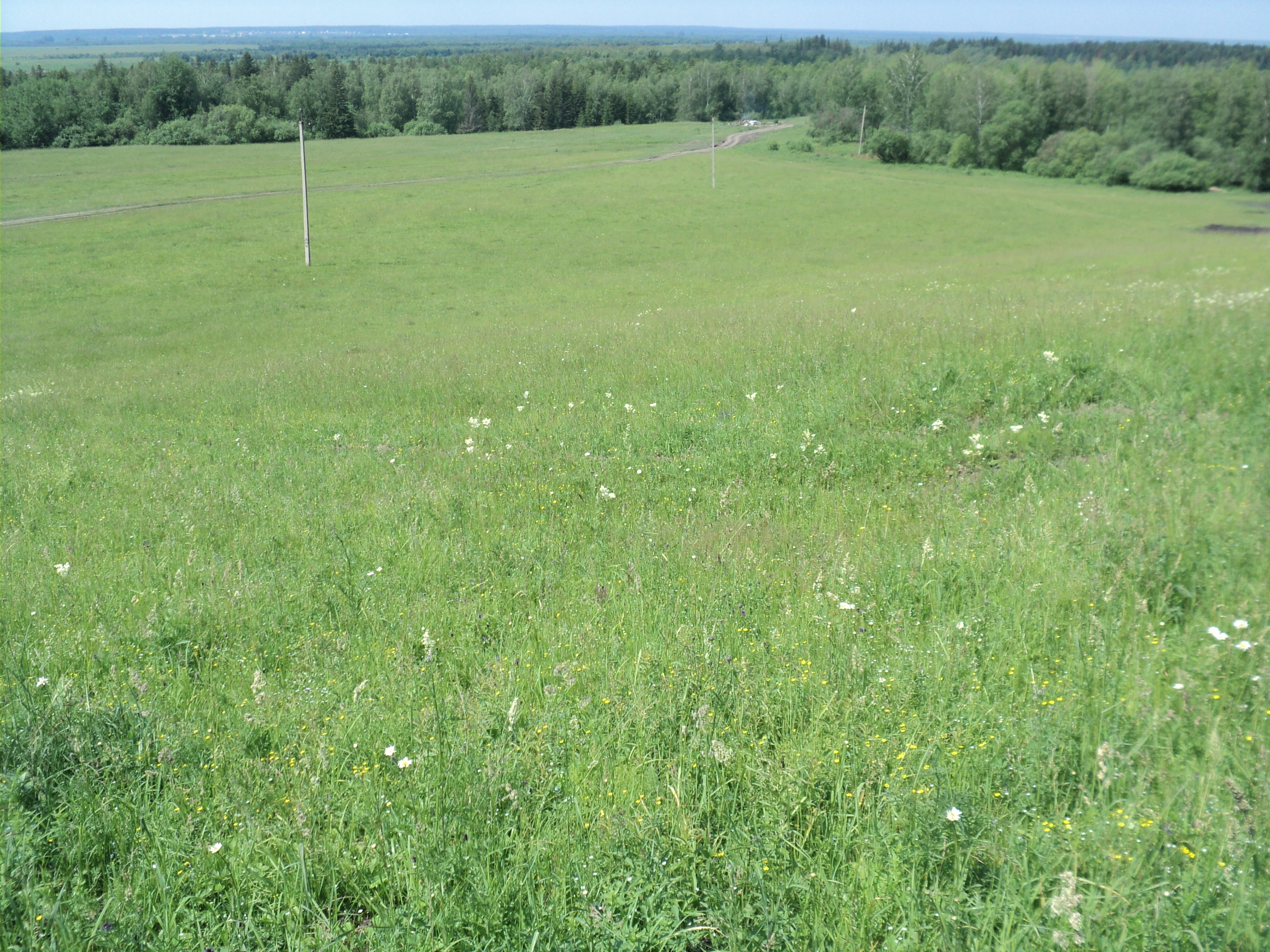
Луговая растительность

- Лугостепи, или материковые луга — луга, расположенные на равнинах вне пойм. Материковые луга делятся на суходольные и низинные; распространены в лесной, лесостепной и степной зонах. Синонимом лугов могут выступать североамериканские прерии, поскольку луговые собачки (англ. Prairie dog), луговой волк (койот) и луговые тетерева как раз являются обитателями прерий. Аналогами таких прерий могут являться евразийские степи или южноамериканская пампа.
  - Суходольные луга располагаются на равнинах и склонах, орошаемых исключительно влагой атмосферных осадков, формируются на месте отступивших лесов и характеризуются относительно слабыми травостоями, произрастающими на бедных бурозёмах и подзолистых почвах. Значительные площади таких лугов вовлекаются в хозяйственную деятельность и служат для многолетних пастбищ.
  - Низинный луг формируется в лесостепных районах, обладает развитым травянистым покровом, развивающимся на более богатых, чем суходолы, почвах, имеет дополнительное питание из водных источников.
- Болотистый луг — обладает высоким увлажнением.

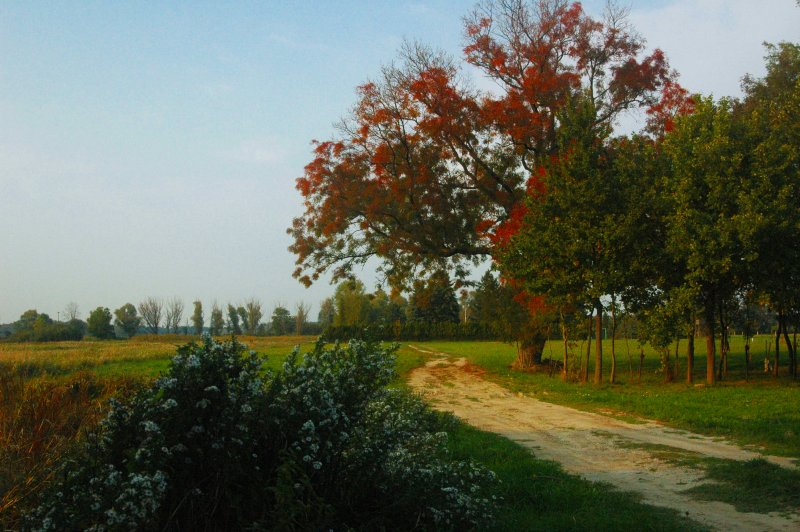
Заливной луг у Хоэнау-ан-дер-Марх

- Заливной луг (англ. Flood-meadow) — луга, лежащие в долинах рек, зачастую заливаются во время половодий.
- Субальпийские луга — луга, встречающиеся в горных местностях, выше верхней границы леса или на месте искоренённых горных лесов, в районах с тёплым и влажным климатом.
- Альпийские луга (англ. Alpine meadow) — тип высокогорной растительности, приближающийся к горной тундре.

Также луга могут делиться на естественные и сеяные.

## Флора
Типичными растениями луга являются мятлик луговой, лисохвост луговой, тимофеевка луговая, овсяница луговая, клевер луговой, герань луговая, чина луговая, василек луговой, одуванчик, люцерна, подорожник, льнянка обыкновенная, ежа сборная, горошек мышиный, сурепка обыкновенная, кострец безостый, мать-и-мачеха, зверобой.

## Значение
Луга являются ценными кормовыми угодьями, которые используются для сенокосов или как пастбища для скота. Играют важную роль в сельскохозяйственном использовании земель наряду с полями. При этом поле, используемое для выпаса скота, именуется пастбищем, а если оно используется для заготовки сена — лугом. При выпасе может наблюдаться вытаптывание луга, что может потребовать «постпастбищной демутации» (восстановления). Если же поле распахивается для производства агрокультур, то оно превращается в пашню. Однако при прекращении возделывания пашня вновь может стать лугом.

## В искусстве
- Мадонна на лугу (итал. Madonna del Prato, 1505) — картина Джованни Беллини.
- Луг у Сан-Исидро (итал. La pradera de San Isidro, 1788) — картина Франсиско Гойи.
- Бежин луг (1852) — рассказ Ивана Тургенева из цикла «Записки охотника».
- Мокрый луг (1872) — картина Фёдора Васильева.
- На лугу (1912) — стихотворение Александра Блока.
- Кто пасётся на лугу? (1973) — советский мультфильм.